# Karim Amghar
Pour les articles homonymes, voir Amghar.
Karim Amghar, né le 15 décembre 1984 à Rotterdam (Pays-Bas), est un journaliste, présentateur et écrivain néerlandais travaillant pour la chaîne de télévision publique NTR.

## Biographie

### Enfance
Karim Amghar naît à Rotterdam aux Pays-Bas de parents marocains dans une famille de onze enfants (neuf garçons et deux filles).

### Parcours professionnel
Amghar gagne en notoriété après la publication de son livre Radicaal Naar Amicaal et son émission télévisée Karim Pakt Zijn Kans pour NTR. Spécialisé dans les thèmes de radicalisation, polarisation et la diversité, il est régulièrement appelé dans les plateaux télévisées néerlandais pour débattre sur de nombreux sujets. Il est régulièrement présent dans les émissions RTL Late Night, DWDD et De Nieuwe Maan. En 2018, il reçoit un prix de compassion pour sa lutte contre la discrimination dans la société néerlandaise.
En 2019, Amghar fait pour la première fois son apparition en tant que présentateur sous NTR dans une émission parlant des inégalités dans le milieu scolaire. Le 13 décembre 2019, le premier épisode de Karim Pakt Zijn Kans est diffusé sur NPO 2. Dans l'émission, Amghar part à la recherche d'élèves avec beaucoup de potentiels mais peu de moyens. Il questionne plusieurs professeurs, directeurs, étudiants et parents. Il interview également le ministre Arie Slob et l'ancien ministre Jos van Kemenade. L'objectif de la série est d'aller à la recherche de solutions de ce problème quotidiennement évoqué aux Pays-Bas. Amghar est le sidekick/friend of the show dans le programme de radio FOCUS sur Radio 1. Dans cette radio, Amghar débat une fois par mois sur les problèmes scolaires actuels. 

### Divers
Amghar est marié depuis 2014 et a deux enfants.

## Récompenses
Sa lutte contre la discrimination lui a valu le Prix de compassion en 2018.

## Œuvre
- (nl) Karim Amghar, Van radicaal naar amicaal, Coutinho, 2019, 152 p. (ISBN 9789046907054)